# Chrysolina varians
Chrysolina varians é uma espécie de artrópode pertencente à família Chrysomelidae.